# Distretto di Bang Ban
Il distretto di Bang Ban (in thailandese: บางบาล) è un distretto (amphoe) della Thailandia, situato nella provincia di Ayutthaya.